# Tankmonument (Klein-Willebroek)

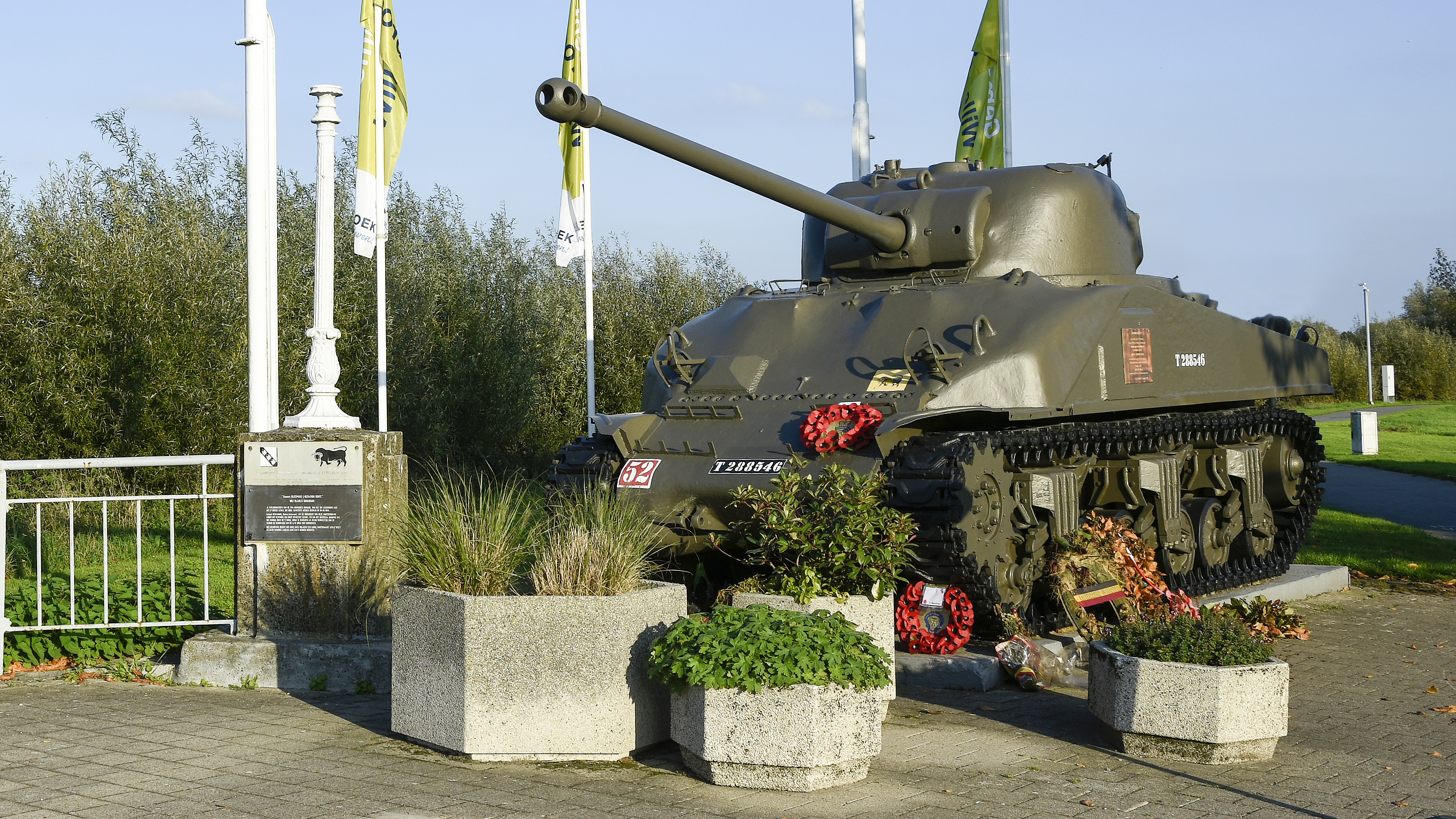

Het Tankmonument is een oorlogsmonument in Klein-Willebroek in de Belgische gemeente Willebroek. Dit tankmonument staat aan de Rupel bij de Louis De Nayerkaai aan het uiteinde van de Oostvaartdijk. De tank is van het type Sherman Firefly.

## Geschiedenis
Op 4 september 1944 lag tijdens de Tweede Wereldoorlog de brug hier ter plaatse op de route van de geallieerden. De geallieerden waren getipt door genie-luitenant Robert Vekemans en konden hierdoor de Duitsers te snel af zijn. De vernietiging van deze brug bij Boom werd zo voorkomen en de stad Antwerpen kon nog dezelfde dag bevrijd worden.
In 1946 werd de brug gesloopt, maar een klein deel werd als monument behouden.
Later werd naast de brug een Shermantank geplaatst ter ere van de 11th Armoured Division en Robert Vekemans.